# 1160 Іллірія
1160 Іллірія (1160 Illyria) — астероїд головного поясу, відкритий 9 вересня 1929 року.
Тіссеранів параметр щодо Юпітера — 3,378.